# Giuliano Bernardi
Giuliano Bernardi (* 21. Dezember 1939 in Ravenna; † 4. Juni 1977 ebenda) war ein italienischer Opernsänger (Tenor/Bariton).

## Leben
Bernardi erhielt sein Diplom für Gesang am Conservatorio Statale di Musica „Gioachino Rossini“ in Pesaro. Anschließend studierte er beim pensionierten Bassbariton Antonio Gelli. Als Bariton debütierte er im Oktober 1968 in Mantua in der Titelrolle von Verdis Oper Rigoletto, nachdem er den internationalen Wettbewerb As.Li.Co (Associazione Lirica e Concertistica) gewonnen hatte. Bernardi sang in zahlreichen italienischen Theatern und gewann mehrere internationale Wettbewerbe:
- 1971 den Concorso Achille Peri;
- ebenfalls 1971 den Concorso internazionale Voci Verdiane (einen internationalen Wettbewerb der RAI), mit Katia Ricciarelli;
- 1972 den Concorso Internazionale per Cantanti „Toti Dal Monte“, mit Ghena Dimitrova.

In den 1970er Jahren studierte Bernardi bei Arrigo Pola und Ettore Campogalliani und schulte seine Stimme in der Stimmlage Tenor. Er debütierte als Tenor 1975 in Florenz in der Rolle des „Malcolm“ in Verdis Oper Macbeth. 1976 nahm er in London zusammen mit José Carreras, Sherrill Milnes und Ruggero Raimondi Macbeth auf. Ende Dezember 1976 sang er in Chicago und Pittsburgh Konzerte mit Luciano Pavarotti. Während der Vorbereitungen zu Verdis Otello verunglückte er, 37-jährig, bei einem Autounfall tödlich.

## Repertoire
Bariton
- Giuseppe Verdi: Rigoletto
- Giuseppe Verdi: Un ballo in maschera
- Giuseppe Verdi: La traviata
- Giacomo Puccini: La Bohème
- Ruggero Leoncavallo: Pagliacci

Tenor
- Giuseppe Verdi: Il trovatore
- Giuseppe Verdi: Macbeth
- Giuseppe Verdi: La traviata